# Ким Боднија
Ким Боднија (дан. Kim Bodnia) дански је глумац рођен 12. априла 1965. године у Копенхагену, Данска. Повремени је редитељ и сценариста. 

## Каријера
Боднија је међународној публици познат по улогама у филму Дилер Николаса Вајндинга Рефна, у коме поред њега улоге тумаче и Мадс Микелсен и Славко Лабовић, као и по филму У кини једу псе по сценарију данског оскаровца Андерса Томаса Јенсена са Дејаном Чукићем, у којима је играо главне улоге. Познат је и по улози данског полицијског детектива по имену Мартин Роде, у данско-шведској серији Мост. Серија је приказана у преко 100 земаља. Иако је Боднија потписао за трећу сезону, напустио је серију, наводно незадовољан развојем карактера његовог јунака. Такође је у једном интервјуу, изразио забринутост у вези са радом у Малмеу, због проблема у граду са антисемитизмом, што му је помогло да много лакше донесе одлуку о изласку из серије. Рекао је: "Није баш лепо и удобно боравити тамо као Јеврејин".
Ким Боднија је 2009. године освојио престижну данску награду Бодил за најбољег глумца у споредној улози, као и награду телевизијског фестивала у Монте Карлу 2014. године, за најбољу улогу у драмској серији.

## Филмографија
| Улоге Кима Бодние |                 |               |                  |                                                    |
| Година            | Српски назив    | Изворни назив | Улога            | Напомена                                           |
| 1996.             | Дилер           |               | Франк            |                                                    |
| 1999.             |                 |               | Лео              |                                                    |
| 1999.             | У Кини једу псе |               | Харалд           |                                                    |
| 2006.             |                 |               | Петер Фројхен    |                                                    |
| 2008.             |                 |               | Јоан Бул         | Бодил награда за најбољег глумца у споредној улози |
| 2008.             | Кандидат        |               | Клејс Килорт     | Оскар за најбољи кратки филм                       |
| 2010.             | У бољем свету   |               | Ларс             |                                                    |
| 2011−2013.        | Мост            |               | Мартин Роде      | 1. и 2. сезона, Златна Нимфа                       |
| 2014.             |                 |               | Роузвотер        | редитељски деби комичара Џона Стјуарта             |
| 2025.             | Ф1              |               | Каспар Смолински |                                                    |